# Huriel
Huriel település Franciaországban, Allier megyében. Lakosainak száma 2568 fő (2022. január 1.). Huriel Archignat, Chambérat, La Chapelaude, Domérat, Quinssaines és Saint-Martinien községekkel határos.

## Népesség
A település népességének változása:
| Lakosok száma | 2237 | 2347 | 2606 | 2450 | 2669 | 2682 | 2646 | 2645 | 2632 | 2568 |
|               | 1968 | 1982 | 1990 | 2006 | 2013 | 2015 | 2017 | 2019 | 2020 | 2022 |